# Dmitri Naguiev
Dmitri Vladimirovitch Naguiev (en russe : Дмитрий Владимирович Нагиев) est un acteur et présentateur russe, né à Léningrad (aujourd'hui Saint-Pétersbourg) le 4 avril 1967.

## Biographie
En 1991, il termine l'institut d'État du Théâtre, Musique et Cinéma à Léningrad. Après le service militaire, il travaille au théâtre Vremia, ainsi qu'à « Radio Modern », une radio populaire de Saint-Pétersbourg, accompagné de Sergueï Rost. Puis il se rend célèbre comme DJ. Il participe également à des concours de beauté, les Russes le considèrent d'ailleurs comme un sexe-symbole. Ensuite il débarque sur le petit écran, en animant plusieurs programmes elekompakt, Une fois un soir, le talk-show Fenêtres, etc.
Dmitri Naguïev anime et présente notamment Golos (en russe : голос), le The Voice russe, depuis trois saisons (2012-2013-2014). Il ponctue systématiquement la fin de chaque émission par : « Minia zavout Dmitry Naguiev. Fsyo, paca!... Paca! » / je m'appelle Dmitry Naguiev. Allez, salut !... Salut !

## Filmographie
- 1998 : Le Purgatoire (Чистилище)
- 1998 : Le Chien des Saskerville (Бобака Саскервилей) d'Evgueni Roumiantsev
- 2000 : Дом надежды
- 2001 : La Taupe (Крот) d'Ernest Yasan
- 2002 : Убойная сила
- 2002 : La Taupe 2 (Крот-2) d'Ernest Yasan
- 2002 : Русский спецназ
- 2002-2003 : Kamenskaïa (Каменская), série télévisée (saisons 2-3) de Youri Moroz : capitaine Mikhaïl Lesnikov
- 2003 : С ног на голову
- 2004 : Спецназ по-русски-2
- 2004 : Jeux sans règles (Игра без правил)
- 2005 : Kamenskaïa (Каменская), série télévisée (saison 4) de Youri Moroz : capitaine Mikhaïl Lesnikov
- 2005 : Ali Baba et les 40 voleurs (Али-Баба и 40 разбойников)
- 2005 : Охота на Изюбря
- 2005 : Le Maître et Marguerite (Мастер и Маргарита) de  Vladimir Bortko : Judas Iscariote
- 2005 : Бальзаковский возраст, или все мужики сво...-2
- 2005 : Новогодний киллер
- 2005 : Схватка без правил
- 2007 : Скалолазка и Последний из Седьмой колыбели
- 2007 : Слабости сильной женщины
- 2007 : На полпути к сердцу (Только не уставай жить)
- 2007 : Сонька Золотая ручка
- 2007 : Очень руское кино
- 2007 : Kilomètre zéro (Нулевой километр) de Pavel Sanaïev (ru) : Sergueï Borisovitch
- 2007 : Ressemblance fatale (Смертельное сходство)
- 2007 : Paradoxe (Парадокс)
- 2018 : Pas de pardon (Непрощённый) de Sarik Andreassian : Vitali Kaloïev
- 2018 : Les Derniers Sapins de Noël (Ёлки последние) de Egor Baranov : oncle Ioura
- 2021 : Ne letchi menia (Не лечи меня) de Mikhail Marales

## Télévision
- 2002-2005 : Fenêtres (Окна)
- Attention Zadov (Осторожно Задов)
- Poids d'argent (Бремя денег)
- Grande dispute (Большой спор)
- Grande course (Большие гонки)
- La Voix (Голос) (The Voice)
- La Voix d'enfants (Голос дети) (The Voice Kids)
- 2012 -2016 : La Cuisine (Кухня)

## Théâtre
- Tootsie (Милашка),comédie musicale inspirée de Tootsie, mise en scène par Léon Rakhline
- Minette (Кыся)
- Érotique (Эротикон)
- Territoire (Территория)